# Орловичи (Витебская область)
Орловичи (бел. Арло́вічы) — агрогородок в Дубровенском районе Витебской области Республики Беларусь. Административный центр Волевковского сельсовета. Население — 170 человек (2019).

## География
Расположен в 36 км от города Дубровно, 143 км от Витебска, 44 км от железнодорожной станции Осиновка, в 60 км от остановочного пункта Шуховцы железнодорожной линии Орша — Смоленск, около левого берега реки Днепр.

## История
Впервые упоминается в 1607 году как село Дубровенского имения в составе Оршанского повета Витебского воеводства Великого княжества Литовского. Во владениях Глебовичей. В 1672 году село войта Скороходова. В 1721 году во владениях Антония Казимира Сапеги. Позднее селом владели Потёмкин и князья Любомирские.
В 1772 году после первого раздела Речи Посполитой и присоединения значительной части её территории к Российской империи село вошло в состав новообразованной Могилёвской губернии. В составе Оршанского уезда, в 1777—1796 годы и 1802—1840 годы — в Бабиновичском уезде, с 1861 года в Горецком уезде.
В 1849 году во владениях помещицы Денисовой, в 1875 году имение принадлежало Андриянову. Работала мельница, паромная переправа.
После Октябрьской революции 1917 года на месте имения был создан совхоз «Орловичи». С 26 апреля 1919 года в составе Гомельской губернии, с 27 июля 1922 года в Смоленской губернии РСФСР. С 18 февраля 1923 года в Лядненской волости, с 3 марта 1924 года в БССР. С 20 августа 1924 года по 26 июля 1930 года в Бельском сельсовете Лядненского района Оршанского округа. С 8 июля 1931 года в Дубровенском районе, с 20 февраля 1938 года в Витебской области.
C июля 1941 года по ноябрь 1943 года была оккупирована немецко-фашистскими войсками, которые в октябре 1943 года полностью сожгли деревню. После войны деревня восстановлена вместе с совхозом. В деревне захоронены 1062 советских воина, в 1956 году установлен обелиск.
До 16 сентября 1960 года Орловичи входили в состав Бельского сельсовета.
В 2010 году деревня Орловичи преобразована в агрогородок.

## Население

### Численность
- 2019 год — 170 жителей

### Динамика
- 1992 год — 352 жителей, 128 дворов[5]
- 1999 год — 325 жителей (перепись населения)
- 2009 год — 194 жителей (перепись населения)
- 2019 год — 170 жителей (перепись населения)

## Инфраструктура
Фельдшерско-акушерский пункт, отделение почтовой связи, торговые объекты.

## Культура
- Библиотека-клуб

## Достопримечательность
- Братская могила (1941—1944 гг.) —  Историко-культурная ценность Республики Беларусь, шифр 213Д000456.

## Известные лица
- Матусков, Стефан Иванович (1902—1974) — доктор медицинских наук.